# ウィリアム・ワーズワース

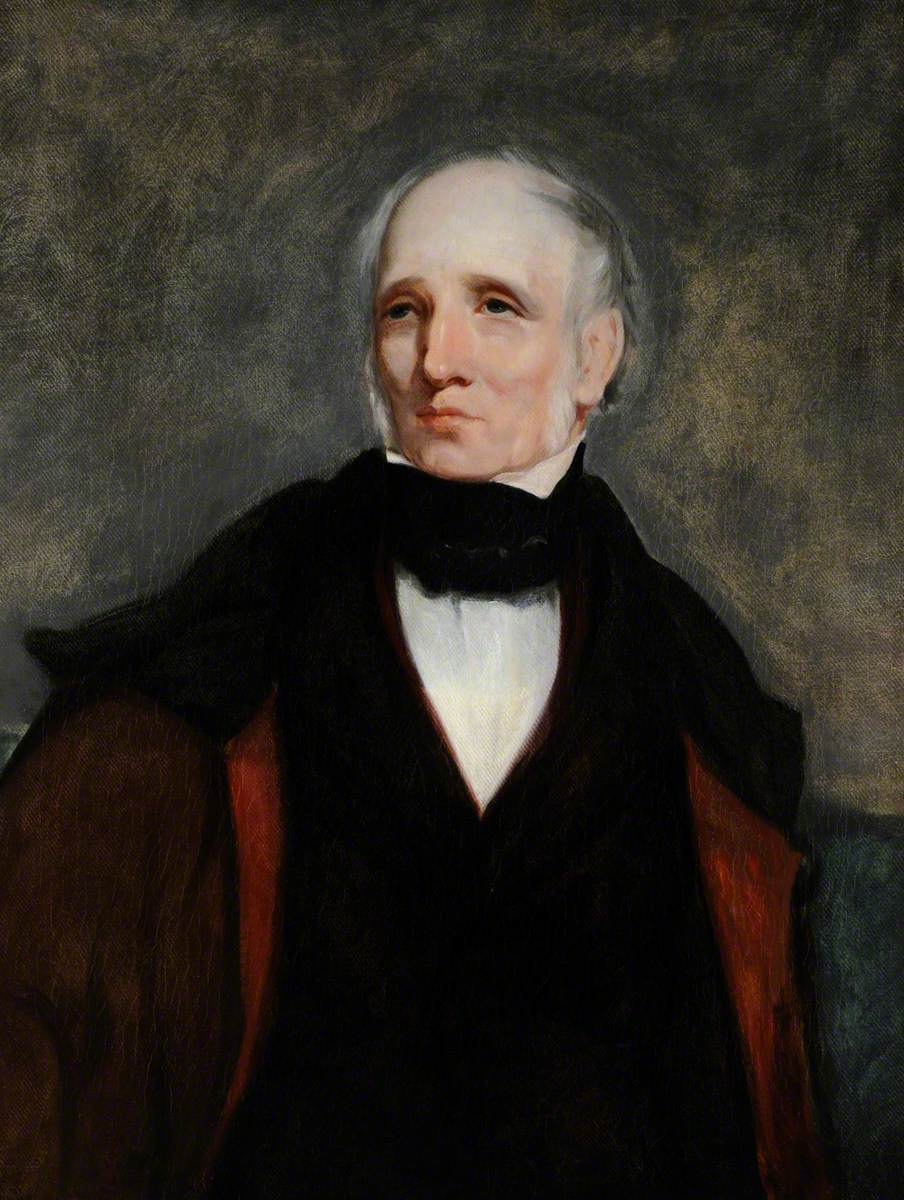
ウィリアム・ワーズワース

ウィリアム・ワーズワース（William Wordsworth、1770年4月7日 - 1850年4月23日）は、イギリスの代表的なロマン派詩人である。湖水地方をこよなく愛し、純朴であると共に情熱を秘めた自然讃美の詩を書いた。同じくロマン派の詩人であるサミュエル・テイラー・コールリッジは親友で、Lyrical Ballads （『抒情民謡集』1798）はコールリッジとの共著であった。英国ロマン主義六大詩人の中では、彼が最も長命で、1843年に73歳で桂冠詩人となり、1850年に80歳で亡くなった。
なお、日本語表記では「ワーズワス」と、後半のシラブルを長音にしないのが最近の国内の学界の慣例である。

## 生涯

### 湖水地方での生誕から少年時代（1770 - 1787）
ワーズワースは1770年、北西イングランドの風光明媚な「湖水地方」と呼ばれる、現代の国立公園の北西はずれ、コッカーマス（Cockermouth, Cumbria）に、5人兄弟の第2子として誕生した。父親は代々この地の貴族に仕える事務弁護士、母親は東近郊のペンリスで衣料品店を営む商人の娘であったが、母の一族には名門の親戚もいた。ワーズワースは当時典型的なアッパー・ミドルのジェントルマン階級の家庭に生まれたことになる。兄弟は長男のリチャード、詩人となる次男ウィリアム、真ん中の妹ドロシー、弟のジョンと末弟のクリストファーがいて、長兄は父親と同業の事務弁護士となり、弟のジョンは商船の船員になったが1805年に海難事故で逝去。末弟のクリストファーはウィリアムに劣らず優秀でホークスヘッドからケンブリッジ、トゥリニティ・コレッジに進学し、神学博士となり、後半生には高位の聖職者となリ、トゥリニティのフェローを退職まで務めた。
1778年、母の死去と共に、ワーズワースの父は彼を兄弟とともに湖水地方の中心部のホークスヘッド（Hawkshead）にあったグラマー・スクールに送るが、この父もまた1783年に世を去った。ワーズワースは幼くして両親を亡くし、コッカーマスの生家も持ち主の貴族に返し、帰る家庭のない孤独な少年時代を送った。しかし妹のドロシーを除き兄弟は皆順序ホークスヘッドに学び、この地で幸福な少年時代を送り、湖水地方の自然とそこで暮らす人々のありようが心の慰めとなった。またグラマー・スクールでは教師にも恵まれ、この時期から英語の詩にも親しみ、すでに自ら創作するようになっていた。

### 青年期: 湖水地方から外へ: ケンブリッジ、ロンドン、フランス（1787 - 1795）
1787年、ウィリアムは選ばれてケンブリッジ大学のセント・ジョンズ・コレッジに進学する。在学中大学の褒章や成績にはあまり関心はなかったが、当時大量に中途退学者を出していたケンブリッジの中で卒業までこぎつけた彼は勤勉な学生だったと思われる。しかし学業より詩や自然に思いを募らせていた彼は休暇ごとに湖水地方に帰り、また1790年、ケンブリッジの最後の年の夏季休暇に至ると一人の友人とともにフランスからスイス・アルプスへの主に徒歩の旅をする。この旅で彼が得た印象は、想像以上に厳しいアルプスの自然と、革命下にあるフランス人の生き生きとした様子であった。これらの経験は『序曲』に描かれている。湖水地方への愛を深め、詩人になる決意を確認したのもこのころだった。
大陸旅行から帰国しケンブリッジ卒業後、モラトリアム的な彼はロンドン滞在を経て1791年終わりに再度フランスに渡り長期滞在。当初フランス語の研鑽を目的とした彼であったが、ミッシェル・ボーピュイ （Michel Beaupuy）という革命軍将校と知り合い革命思想を教示されるに至り、フランス革命の熱狂のなかで革命を支持するようになった。しかし「革命」の名のもとに民衆が行った蛮行（九月虐殺）の惨状を見て疑問を感じたが、なおしばらくは革命に希望を持ち続けた。このような革命初期のフランスに滞在したイギリス文人としてはワーズワースが代表格である。しかし彼は後年保守主義的になった。
このフランス滞在中、ワーズワースはボーピュイの他、亡きフランス人医師の遺児、上流階級の年上の女性、アネット・ヴァロン (Annette Vallon) と恋に落ち、彼女は彼の娘を1792年末に出産するが、彼はその前に経済的理由などからイギリスへと一人で一旦帰国した。翌1793年始めにルイ16世の処刑と英仏間開戦があり、ワーズワースはフランスへ戻ることも結婚もできなくなった。彼らはその後10年間会うことはなかった。
ワーズワースはこの後1793年に最初の二作品を出版するが、よい評価は得られず、フランスへも戻れず、開戦の衝撃もあり精神的危機（一般的に彼の モラル・クライシス: Moral Crisis と呼ばれる）に陥る。ロンドンではゴドウィンやフレンドなど、当時の英国の急進派とも接触し、友人や知人を頼り英国国内を転々としたこのころがワーズワースの最もラディカルな時代である。彼はまだ無名だったが、政治パンフレット『ランダフ主教への手紙』（Letter to the Bishop of Llandaff, 1793）も書いたが未完で、当時すでに急進派の取り締まりが始まっており出版もできなかった。この後しばらくワーズワースにとってモラル・クライシスの暗い日々が続いた。

### ウェスト・カントリー:ドロシーとの合流とコールリッジとの出会い: ブリストル、レイスダウン、オールフォックスデン、ドイツ（1795 - 1799）
1795年、ワーズワースは英国各地を彷徨した後、ブリストルでサミュエル・テイラー・コールリッジと出逢う。後に二人は意気投合して親友となる。ワーズワースは妹ドロシーと合流し、ドーセットのレイスダウン・ロッジ居住を経て、1797年、サマーセットのコールリッジの住居（Coleridge Cottage, Nether Stowey, Somerset）の近く（Alfoxden, Holford）に転居する。こうしてワーズワースは妹との同居とコールリッジとの親交の中、数段階を経てモラル・クライシスから回復した。
1798年、ワーズワースとコールリッジは『抒情民謡集（Lyrical Ballads）』を共同で著し、出版する。当時の彼らの様々な創作活動の中で、当初軽い気持ちで出版したこの書物は、後に至り英国ロマン主義において画期的となる作品集と評価されることとなる。また第2版の1800年版にはワーズワースの散文の長いまえがきが添えられ、ワーズワースの詩論が表明されているが、これは英国ロマン主義のマニフェストともいわれてきた。なお、このサマーセット滞在の時期にワーズワースとコールリッジが政府のスパイに監視されていたことは有名で、コールリッジ自身の『文学的自叙伝』（Biographia Literaria, 1817) にユーモラスに記録されている。
この後1798年から1799年にかけての冬、ワーズワースはコールリッジ、ドロシーと共にドイツに旅行する。兄妹は間もなくコールリッジとは別れゴスラーに滞在する。ワーズワースは精神の圧迫にもかかわらず、後に『序曲（The Prelude）』と題されるコールリッジに宛てた自伝的長詩の作品を書き始め、また『ルーシー詩篇』を含む多数の代表的な詩を書き、一部は1800年の『抒情民謡集』第2版に収められた。このゴスラー滞在の後兄妹はニーダー・ザクセンのハルツ地方を彷徨するが、4月半ばに至りゲッティンゲンでコールリッジと再会するまでは何をしていたか詳細はわからない。一説に政府のスパイ活動をしていたのではないかという憶測もあったが、その可能性は否定された。

### 再び湖水地方へ：グラスミア在住（1799 - 1813）
1799年5月に入りイギリスに帰国したワーズワースは、幼なじみで後に結婚することになるメアリ・ハチンスン（Mary Hutchinson）の家族が経営するダラム郡の農場に滞在した後、12月末に湖水地方のグラスミア湖近くのタウン・エンド（Town End, Grasmere）に居を構える。後にダブ・コテージと呼ばれる現存の住宅である。翌年 コールリッジとロバート・サウジーもこの近く、湖水地方北部の中心地、ケジックのグリータ・ホール（Greta Hall, Keswick）に転居してくる。三人は「湖水詩人」として知られるようになる。この時期、ワーズワースが書いた詩の主題は、自然を愛でたものだけではなく、時事的なもののほか別離、忍耐や悲しみに関するものもあり、傑作の中・小品詩が多く、『抒情民謡集』第2版以降から1807年出版の『二巻詩集』（Poems in Two Volumes）に蒐集された。この1798年 - 1807年の頃が傑作を生みだしたワーズワースの驚異の時代と言われる。
1802年、アミアンの和約で英仏間の往来が可能になり、アネットと娘キャロライン（カロリーヌ）に会うため、ワーズワースは妹ドロシーと共にフランスに旅行する。この旅はアネットとの関係を清算する意味があったようで、キャロラインの養育費についても話し合いがついた。帰国後この年の秋にワーズワースはメアリー・ハチンソンと結婚した。翌年、メアリーは第一子ジョンを出産する。ドロシーは、この後もずっと生涯兄とその妻、彼らの家族とともに同居を続けた。
1807年、ワーズワースは『抒情民謡集（Lyrical Ballads）』以降の抒情詩を蒐集した『二巻詩集』（Poems in Two Volumes）を出版する。彼の傑作詩を多く含んだこの詩集は、「大哲学的叙事詩」を期待していたコールリッジにとっては期待外れだったが、後にはワーズワースが評価される要因ともなった。しかしこのころまで経済的窮乏は続いていた。ワーズワースはグラスミアではタウン・エンドからアラン・バンク、グラスミア牧師館を転々としたが、この間二人の子を失っている。またあれほど親しくしていたコールリッジとも1810年頃から不仲になっていった。一方ワーズワースはこの時期に散文も書いており、1808年には政府のナポレオンとの協定を批判する『シントラ協定』Convention of Cintra を書き始め翌年出版。さらに後に彼の『湖水地方案内』として詩集以上に人気を集めた散文の初版を1810年に無記名で公開している。なおグラスミアでは牧師館在住時にこの地の学校で教鞭もとったという。

### 評価と名声：ライダル・マウント（1813 - 1833）
1813年に至ると、親しくなったロンズデール伯爵ウィリアム・ラウザーより年収400ポンドの印紙販売官の職が与えられ、終生の地となるライダル湖畔の丘にあるライダル・マウント（現在の行政区分では Ambleside に属する）の広大な土地に邸宅を借り移住した。印紙販売官の事務所はアンブルサイドの町中にあり、ワーズワースはライダル・マウントから丘を越えて通勤したという。
ワーズワースの父は先代のロンズデール伯爵ジェームズ・ラウザーの事務弁護士を長年勤めていたが報酬が未払いのまま両者とも死去していた。先代の死去の後に爵位を継承したウィリアム・ラウザーによりこちらの負債問題もすでに解決しており、ワーズワースは印紙販売官の公職ともども経済的に安定した。印紙販売官とは物品税の印紙の仲卸で、公務とはいえ国の徴税を事務的に執行する、体制側の仕事であった。しかしそれは主に当時のジェントルマン階級が就くに良いとされた公職の一種であった。このころまでにワーズワースは上流階級との付き合いが増えて考え方も保守化していた。1818年に至りジョン・キーツが英国北部を旅した時、ライダル・マウントも訪問した。しかし当時丁度下院議員の選挙運動期間で、ラウザー一家のトーリー党貴族の候補者を応援するため外出していたワーズワースに会えなかったことはキーツの書簡にも記され、よく知られている。
ライダル・マウントに住み始めた翌年1814年に、彼の生前の最大作となる『逍遥』（The Excursion）が出版されたが、1810年代の英国文学批評界では真価が認められなかったことは、キーツの『エンディミオン』と同様である。1830年代からヴィクトリア朝にかけて『逍遥』は彼の生前よく読まれた作品となり、ワーズワースは大いに敬われる詩人となるが、現代では没後出版の大作『序曲』（The Prelude, 1805 - 1850）には及ばないと評価されている。かねてからコールリッジと話し合って企画していた大哲学詩『隠者』（The Recluse）の予告も1814年に公表されたこの『逍遥』の序で明らかにされるが、三部作の内生前公表されたのはこの作品だけで、1850年の没後出版となる『序曲』が文字通りその序とはいえ、『隠者』の計画は生涯果たされなかった。
1815年には最初の全集（Poems）と『リルストンの白鹿』The White Doe of Rylstone（1807年創作）が出版されたが批評家の評価はあまりよくなく、若者たちも失望した。英国ロマン派第二世代の詩人のパーシー・ビッシ・シェリーらは、体制派のジェントルマン階級となり邸宅暮しをしたワーズワースを堕落したとして批判した。シェリーは特に『逍遥』に失望し、ソネット（”To Wordsworth’": "Poet of Nature, thou hast wept to know"）や『ピーター・ベル三世』でワーズワースを嘲笑した。キーツは1817年暮れにロンドンのある午餐会でワーズワースに紹介されたが、ソネットでこの先輩詩人を讃えている。（”Great spirits now on earth are sojourning”）コールリッジとサウジーも同じようにハズリットら若手批評家や新進詩人のバイロンらからその保守化を非難された。
1815年にワーテルローの戦いでナポレオン戦争が終わるとワーズワースとその家族はフランスなど大陸に旅することも増え、1822年には『大陸旅行の記念』（Memorials of the Tour on the continent）を出版したほか、湖水地方に纏わる『ダッドン川ソネット集』（River Duddon sonnets､ 1822）さらには1810年以来の散文の『湖水地方案内』（Description of the Scenery of the Lakes､ 1822; Guide to the Lakes, 1835）をしめて5回出版している。当時英国の国内旅行も盛んになり、この『湖水地方案内』はたいそう好評で、人によっては彼を詩人と知らず、このガイドブックの著者としか知らないということもよくあった。
こうして、ワーズワースは1820年頃から湖水地方の名士と目されるようになりライダル・マウントに多くの訪問者を迎え、社交にふけるようになったが新たな詩の創作はほとんどなくなって行った。1827年には5巻の全集を出し、1831年には学校用の選集も出版され、彼の詩は教材にも使われるようになった。しかし1831年に友人あての手紙の中で「ミューズが私を見捨てた。」とまで書いている。これと裏腹にこの1820年代から30年代以降、さらにヴィクトリア朝に入りワーズワースの名声は最高潮に達し、この時期を文学史的に「ワーズワースの時代」とさえ呼ぶこともあった。ウィリアム四世の寡婦アデレード王太后（Adelaide, Queen Dowager）やアメリカの詩人、思想家のエマスン（Ralph Waldo Emerson）はじめ有名人がライダル・マウントの彼の邸宅を訪問し、ワーズワースはさながら湖水地方の名物の一部となった。しかしこの時期の彼の実質的文学活動は過去の作品の手直し、あるいは改悪が主で、その最たるは1805年にいったん完成した『序曲』への果てしない改作改訂の取り組みであった。また、ワーズワースは 栄誉の一方悲劇にも見舞われた。

### 晩年: ライダル・マウントでの最後の日々（1833 - 1850）
長命であったワーズワースは、名声と栄誉を得たものの、かつての友人や家族の死という避けられない悲劇に直面しなければならなかった。1803年のスコットランド旅行で初めて出会い、その後親交を続けてきたウォルター・スコット（Sir Walter Scott, 1771 - 1832) がまず亡くなり、1834 年には 7 月にコールリッジ、12 月に チャールズ・ラム（Charles Lamb、1775 - 1834）が亡くなった。翌年、1835年に スコットを通じて知り合ったスコットランドの羊飼い詩人ジェームズ・ホッグ（James Hogg, 1770 - 1835）が亡くなると、ワーズワースは優れたエレジー “Extempore Effusion upon the Death of James Hogg” を書き、この頃亡くなった友人や知人たちに 哀悼を表した。一方新たな友人もでき、トマスとマシュー・アーノルド父子が湖水地方に住むようになり、また後世に優れたワーズワース関係のノートを残すことになるイザベラ・フェニックとも知り合いになった。
1839年には『序曲』の最終的な改訂を済ませ、42年に『青年期初期後期の詩』（Poems, Chiefly of Early and Later Youth ）を出版後、ワーズワースは印紙販売官の仕事を息子に譲り、辞職した。1843年にはサウジーが亡くなった後、次の桂冠詩人（Poet Laureate）に推挙された。ワーズワースは当初老齢を理由に辞退したが、ヴィクトリア女王の個人的希望の指名だと聞いて受け入れたという。彼がこれ以前この地位を希望したことは全くなかったが、1837年に18歳で即位し、その若さゆえに王位が務まるか危ぶまれたが、6年後の当時名君ぶりを発揮し始めた若きヴィクトリア女王の願いをかなえることにしたのである。ワーズワースは桂冠詩人らしい仕事はしなかったようだが、次のような4行詩は当時の時代的価値観をあらかじめ提示したといえよう。
| Small service is true service while it lasts. Of humblest friends, bright creature! scorn not one: The daisy, by the shadow that it casts, Protects the lingering dewdrop from the sun. "To a Child. Written in her Album" (1834) | 小さな奉仕もそれが続く限り真の奉仕だ。 賢い子よ、もっとも慎ましい友も、一人だに侮ってはいけない。 ヒナギクは、それが投げかける陰により、 とどまる露を日光から守っているのだ。 「ある子に、彼女のアルバムに書けり」(1834年) |

この短詩は、おそらくワーズワース家に仕えていた使用人を念頭に、階級意識の強かった当時にも上の者は決して下のものを侮ってはいけないという、彼の階級的価値観を表明し、近親の娘に諭したものと解釈できる。この言葉は現代に至りしばしばキリスト教主義の大学が標語として採用している。
時代は産業革命が進んでおり、1844年に至るとケンダルからウィンダミアへの鉄道敷設計画が持ち上がった。現代に至りロンドン方面から湖水地方に行くときにはお世話になるこの支線の建設に、ワーズワースは当初強く反対意見を表明したが、この鉄道によりロンドンその他各地の労働者階級の人々まで湖水地方の景観を楽しむことができるようになると推進派は主張した。ワーズワースの真意は湖水地方の環境保全であり、今日のエコロジカルな考え方につながる。ケンダルからウィンダミアまでの鉄道は実現したが、当初のアンブルサイドまでではなく、現在のボウネス近くまでで押しとどめられたのは、建設の困難さが主な理由であったが、特にアンブルサイドからグラスミアを通って鉄道が通ることに危機感を感じたワーズワースの反対が功を奏したともいえる。
ワーズワースをこのような湖水地方のツーリズムの観点からとらえる研究も進んでいる。
ワーズワースの子供たちの中で生き残った三人のうち、二人の息子も大成はしなかった。そこそこの詩人になったコールリッジの息子ハートリー（Hartley Coleridge、1796 - 1849）とは対照的だった。ワーズワースの長男ジョンは地区の牧師になり、ウィリーと呼ばれた末子はオックスフォード大学まで行ったが、結局ワーズワースの傍で印紙販売官の補佐を勤めたあと 1842年に父の印紙販売官の地位を受け継いだ。
ワーズワースの最晩年の最大の悲劇はもう一人の子、愛する娘ドーラに先立たれたことである。すでに5人の子供の内2人を幼いころに失っている。このドーラ（正式には叔母の名を受け継いだドロシー）と呼ばれた娘もあまり体が丈夫ではなく、良縁にも恵まれなかった。しかし家族の友人クイリナンが妻をなくすと彼女はこの寡夫に同情し、それは次第に愛に発展してドーラはクイリナンと結婚することになった。これにワーズワースは反対したがイザベラ・フェニックなどが説得したという。
しかしドーラは結婚後まもなく結核の症状を見せ始め、ポルトガルに転地療養を試みたりしていったん小康を得たが、1846年のクリスマスに風邪をひき、こじらせて翌春には重篤になっていた。最後にはライダル･マウントに 引き取られたが、すでに衰弱が激しく、1847年7月9日に亡く なった。享年43歳。なお、彼女の夫クイリナン（Edward Quillinan）は二人の妻に先立たれたことになり、4年後の1851 年、詩人の亡くなった翌年に逝去する。
娘ドーラの死からワーズワースは立ち直ることができなかった。思えば幼くして経験した両親の死、ようやく兄弟がまとまりかけた矢先の弟ジョンの不慮の死（1805年）、生まれて間もない幼子キャサリンとトーマスの相次いでの死（1812年）。そして最晩年に最も愛した娘ドーラの死。正にワーズワースの一生は家庭悲劇の連続であった。この間にあれほど聡明だった妹のドロシーも病いで廃人同様になっていた。晩年のワーズワースは突発的に泣き崩れることがよくあ ったという。せめてもの慰めは、彼が最後を妻に看取られたことだろう。廃人同様だったが妹ドロシーも彼より長生きした。コールリッジの長男ハートリー・コールリッジは湖水地方に残っていたが、彼も1849年1月に亡くなった。ハートリーの葬儀の前日に、ワーズワースは自らと妻の墓をグラスミア教会墓地に用意させたという。
1850年4月23日、ウィリアム・ワーズワース、80歳の誕生日を過ぎて間もなく亡くなる。命日はシェイクスピアと同じ日。ドロシーは5年後1855年、妻メアリは1859年に亡くなった。1850年『序曲』The Preludeを没後出版。ヴィクトリア朝13年目のことだった。
グラスミアのセント・オズワルド教会チャーチ・ヤードにはワーズワース家の墓地があり、詩人夫妻の墓石の右に羊の浮彫を施したドーラの墓石が、その右に彼女の夫クイリナンの墓石がある。左手には1805年に亡くなった弟ジョンの薄黒い墓石、その左にはドロシーの、さらに左には末子ウィリー夫妻の墓石が並んでいる。ワーズワースの生誕地やダヴ・コテージはナショナル・トラストが運営しているが、ライダル・マウントは現代に至りワーズワースの子孫によって管理・公開運営されてきたが、2025年5月段階で売却が予定されており、保存運動が始まっている。
なお、詩人ワーズワースの末弟 Christopher Wordsworth（1774 - 1846）からつながる子孫の Johnathan Wordsworth（1932 - 2006）は最終的に Professor of English Literature at St Catherine's College, Oxford となり、自らの先祖の詩人研究の権威で、わが国の英文学会にも縁があり、来日し講演もした。

## ワーズワースの主な作品
ワーズワースの主な作品は『抒情民謡集』（1798１、18002 - 18054）と1807年の『二巻詩集』、および『序曲』（1805 - 1850）に集約されるといっていいが、これ以外にもワーズワースはその長い人生に多くの詩と散文の作品を創作しており、その総量は当時の一般的詩人の1.5倍から2倍くらいはあるといわれている。彼の生前には抒情詩の他、『逍遥』が最もよく読まれたようだが、彼の評価が高まったのは生前は中小の抒情詩、没後はそれに加え『序曲』ゆえだと言っていいだろう。
ワーズワースを初めて学ぶ人に紹介すべきは「虹」と「ラッパ水仙」だろう。
| My heart leaps up when I behold A rainbow in the sky: So was it when my life began; So is it now I am a man; So be it when I shall grow old, Or let me die! The Child is father of the Man; And I could wish my days to be Bound each to each by natural piety. | 私の心は踊る 空に虹を見るとき。 私の人生の始めにもそうであった。 大人になった今でもそうだ。 私が年老いたときもそうであろう。 さもなくばわれをして死なしめよ！ あの子供はこの大人の源なのだ。 それゆえ、私は自らの日々が、自然の畏敬により それぞれ結び付けられることを願い得たのだ。 |

最後の3行はあえて一般の訳とは異なるものを提示している。
「ラッパ水仙」("The Daffodils"）
わが国でも1970年代頃までは高校英語のリーダーの教科書に掲載されていたこともあり、年配者なら記憶にあるだろう。
| I wandered lonely as a cloud That floats on high o'er vales and hills, When all at once I saw a crowd, A host, of golden daffodils; Beside the lake, beneath the trees, Fluttering and dancing in the breeze. Continuous as the stars that shine And twinkle on the milky way, They stretched in never-ending line Along the margin of a bay: Ten thousand saw I at a glance, Tossing their heads in sprightly dance. The waves beside them danced; but they Out-did the sparkling waves in glee: A poet could not but be gay, In such a jocund company: I gazed--and gazed--but little thought What wealth the show to me had brought: For oft, when on my couch I lie In vacant or in pensive mood, They flash upon that inward eye Which is the bliss of solitude; And then my heart with pleasure fills, And dances with the daffodils. | 私はさまよった 私はさまよった、谷や丘の上を 高く漂う雲のように寂しく。 その時まったく突然私は見た、一団の 黄金色のラッパスイセンの群生を。 湖のそば、木々の下に、 そよ風の中で揺れ、踊っているのを。 途切れなく咲く様子は、天の川で 輝き、またたく星星の如し、 それらは決して終わらないラインを成し 湖の湾の縁に沿って伸びていた。 私は一目で一万本も見た、花々が、 頭を軽やかな踊りで揺らせているのを。 花々のそばの湖の波も踊っていた、しかし 花々の喜ばしさは煌めく波以上だった 詩人は陽気にならざるを得ない、 このような快活な一団の中では。 私は見詰めに見詰めた--しかし思いもしなかった この景色が私にどんな豊かさを齎したかを。 なぜなら、虚ろな、あるいは憂鬱な気分で 私が寝椅子に横たう時に、しばしば 花々は私の内なる目に輝くから、 それは孤寡の時の祝福なのだ。 そんな時私の心は喜びに満たされ あのラッパスイセンとともに踊るのだ。 |

郭公の詩人
以下は数あるワーズワースの名詩の中でも鳥を歌った「郭公に」を取り上げる。
英国ロマン派の詩には、鳥を主題とした作品が多く佳作が多い。例えば、パーシー・シェリーは「雲雀」（Skylark）の声に魅惑され、ひばりを主題とした詩を書いている。またジョン・キーツは、「夜鶯」（Nightingale) の神秘的な声に魅惑され、夜の闇に響くその歌声を主題に詩を書いている。
ワーズワースにとって、「郭公」（Cuckoo）は詩の霊感をもたらし、彼に生きることの喜びを教えてくれる鳥でもあった。ワーズワースは、「郭公に」として、次のような詩をうたった（全8スタンザのなか、前半4スタンザ）。
| O BLITHE New-comer! I have heard, I hear thee and rejoice. O Cuckoo! shall I call thee Bird, Or but a wandering Voice? While I am lying on the grass Thy twofold shout I hear, From hill to hill it seems to pass, At once far off, and near. Though babbling only to the Vale, Of sunshine and of flowers, Thou bringest unto me a tale Of visionary hours. Thrice welcome, darling of the Spring! Even yet thou art to me No bird, but an invisible thing, A voice, a mystery; | おお、陽気な訪問者よ！ 確かに汝だ 汝の歌を聞き、わたしは喜びにみたされる おお、郭公よ！ 汝が鳥であろうはずはない 彷徨える聖なる声ではないのか？ みどりなす草のうえに横たわって 二重のさけび声をわたしは聞く 丘から丘へとその歌は通り過ぎる ひとたびは遠く、ひとたびは近く ただ谷間へとあどけなくも呼びかけるが 太陽の光にみち、花々のかおりにみち 汝はわたしに、かの秘密の物語をかたる 地上を離れた想像の時をもたらす みたび歓迎の言葉を、春の寵児よ！ わたしにとって、汝はまさに 鳥ではなく、不可視の存在である その霊妙な声は神秘の精髄である |

### ロマン主義の理想
この詩の表現から分かる通り、ワーズワースは実在の郭公の声を聞いて、そこからヴィジョンやイメージやミステリ（神秘）を感応している。郭公という具体的な「鳥」の彼方に、魂に共鳴するヴィジョンを感受し、自然の崇高な奥深さにワーズワースは忘我の境地にある自己をうたうのである。
ロマン主義は、どこにもない、しかしどこかにある理想の世界や、境地を絶えず求めてやまない心情の発露として形象化される。『水仙に献げる詩』や『霊魂不滅のうた（Intimation of Immortality）』においても、ワーズワースは具体的な水仙や、森や野をうたいつつ、実はその彼方にある神秘的な心情の陶酔、どこにもないが、まさに「魂の深奥」に存在する「共感の歓喜」を讃美しているのである。

#### 『序曲』The Prelude（1805・1850）
『序曲』はもともとワーズワースが親友コールリッジに自らの半生を語りかける目的で書き始められ、1805年にいったん完成された。草稿段階でコールリッジ始め多くの友人知人が回覧したが、その後二人の友情が破綻した後も、ワーズワースはおびただしい改訂改作を加えたが、その自伝的内容ゆえか彼は生前は出版せず、結局1850年に詩人の没後出版となった。すでにヴィクトリア朝に入って久しい当時以降この1850年版が広く読まれ、徐々に『逍遥』以上の評価を受けるようになった。この作品は1798年に書き始められ、上記の1799年のゴスラー滞在時に進められて以来、詩人自身の草稿はじめ改訂過程に浄書を書いて援助した妹のドロシーや妻のメアリ、その他親族やワーズワース自身が雇用した印紙販売公職の事務員まで含めた人々の草稿が残され、20世紀の進む中でこれらをすべて編集する作業が続けられてきた。
まず1928年に セリンコート（Ernest de Selincourt、1870 - 1943）により1805年版が出版された。これは『抒情民謡集』の頃の清新な抒情性をとどめていると評され、この後20世紀の後半まで1850年版よりも1805年版の評価が高く、主に後者が読まれてきた。しかし20世紀の終わりころになると1850年版も見直され、両者は並列して編纂され対照して読まれることが多くなったと言えよう。
20世紀後半から英国ロマン派作品の編纂革命とも呼ばれる展開があったが、その中で「コーネル・ワーズワース」というワーズワース詩の学術叢書が出版された。この『序曲』も1798-9年に創作された2部版が The Prelude, 1798 - 1799（ed. S. Parrish, 1977）として、1805年版が The Thirteen-Book Prelude（ed. M. L. Reed, 1991）、さらに1850年版が The Fourteen-Book Prelude（ed. W. J. B. Owen, 1985）として出版され学術的に決定版となっている。これらの他に20世紀後半から現代にかけてペンギンやオックスフォード・ペーパーバックなどで多くの単独版が出されているが、1805年版と1850年版をページ見開きに組むものが多く、これに1798-99年の2部版を冒頭に載せたものもある。
The Prelude という題はワーズワースがつけたものではなく、1850年の没後出版時に付されたものである。しかし1814年に『逍遥』が公開された時にワーズワースは前書きでこの詩がすでに完成されていること、そしてそれが『隠者』の第一部を成すことを示唆している。しかしアメリカの英文学者ケネス・ジョンストンによると『隠者』の第一部は1888年に没後発表となるHome at Grasmere と1808年の The Tuft of Primroses がその一部をなす予定であったが未完成のままで、第二部が『逍遥』、第三部は全く書かれなかったといい、『序曲』は文字通りこれら三部作全体の序になる、礼拝堂前室（'ante-chapel'）乃至は玄関先柱廊（portico）のごときものだったと述べている（Cambridge Companion to Wordsworth, ed. Stephen Gill, 2003, 70-71）『隠者』全体の構想がいかに膨大なものであったかがうかがわれる。
しかし『序曲』は玄関先柱廊とか礼拝堂前室に例えるにはあまりにも大作で深遠、ある意味難解な抒情的叙事詩であり、ワーズワースの前半生の魂の成長を物語る傑作である。わが国ではかなり質の高い英文学科なら学部で取り扱うこともできるが、内容的には大学院レヴェルで、英米圏の大学の English でも容易に扱えるものではないと思われる。以下一部印象的な数行のみ取り上げてみよう。
Book I より
| Fair seed-time had my soul, and I grew up Fostered alike by beauty and by fear. | 美と等しく恐怖に育まれて。 わが魂は時にかなった種蒔き時を得、私は育った、 |

(1805, I 303-4)
| Wisdom and Spirit of the universe! Thou Soul that art the Eternity of Thought! . . . . Thou intertwine for me The passions that build up our human Soul, | 大宇宙の知恵と魂よ！ 汝、思考の永遠性たる魂よ！ ･････汝は私のために織り成す、 我ら人間の魂を構成しあげる情熱を。 |

(1805, I. 427-434; Also in 'Influence of Natural Object' in The Friend, 1809, ed. S. T. Coleridge)
| Ye Presences of Nature, in the sky And on the earth! Ye Visions of the hills! And Souls of lonely places! can I think 495 A vulgar hope was yours when Ye employ’d Such ministry, when Ye through many a year Haunting me thus among my boyish sports, On caves and trees, upon the woods and hills, Impress’d upon all forms the characters 500 Of danger or desire, and thus did make The surface of the universal earth With triumph, and delight, and hope, and fear, Work like a sea? | 汝ら自然界の存在よ、空に 地に存在する者よ！ 汝ら丘の幻影よ！ そして寂しい場所の魂たちよ！私に考えられようか、 汝がそのような仲介を採った時野卑な望みが汝のものであったとは、 汝が多くの年月を通して、私の少年らしい気晴らしの中で、 しばしば私にとりついたときに、 洞窟や木々の上で、森や丘の上で、 すべての形象に危険や渇望の特徴を 印象付け、そしてこのように 普遍的な大地の表面を 勝利、喜び、希望、恐怖により、 海のように作用すさせたことは。 |

(1805, I, 490-501)

### ワーズワースの湖水地方案内、および旅行文化
21世紀の現代にはワーズワース研究において18世紀以来の英国旅行文化とのかかわりを外すことはできない。彼が5度ほど出版した「湖水地方案内」関連の書物のみならず、ワーズワースは家族とともにスコットランドはもちろん、ワーテルロー以降は1790年、1791 - 1792年、1802年以来の大陸旅行もしており、これらの旅ごとに詩作をして、出版に至っているので、これらの旅と詩作について考える必要があるが、従来後半生の詩に評価が高くなかったのであまり目に留まる研究は行われていないといってよかろう。　　
今後の研究の進展が望まれる。

## 日本語訳一覧
- ウォルヅヲォスの詩  浦瀬白雨訳 隆文館, 1919
- ワーヅワース詩集 木内打魚訳 聚英閣, 1926 泰西詩人叢書
- ワアヅワス詩集 幡谷正雄訳 旧新潮文庫, 1935
- ワーズワース詩抄 佐藤清訳 新月社, 1948 英米名著叢書
- ワーヅワス詩選 小川二郎訳 創元社, 1948 泰西詩選
- 『ワーズワース詩集』田部重治訳 岩波文庫, 1950
- 『ワーズワース詩集』彌生書房 前川俊一訳, 1966 世界の詩
- ワーズワス・序曲 詩人の魂の成長 岡三郎訳 国文社, 1968
- ワーズワス詩集 加納秀夫訳 （世界詩人全集 第4）新潮社, 1969
- W.ワーズワス 高橋康也訳（世界名詩集：世界文学全集 カラー版 別巻1）河出書房新社, 1969
- ワーヅワース詩抄 豊田実訳 北星堂書店, 1969
- 『ワーズワス 逍遥』田中宏訳 成美堂, 1989.11
- 『対訳 ワーズワス詩集』山内久明訳（岩波文庫、1998年）
- 『湖水地方案内』小田友弥訳（叢書ウニベルシタス・法政大学出版局、2010年、新装版2021年）
- 『序曲　詩人の心の成長　詩集』佐藤健治訳（砂子屋書房、2015年）
- 『教会ソネット集』杉野徹訳（国文社、2020年）

## 日本語参考書
- ワーヅワース研究　小川二郎 研究社, 1940
- 湖畔 ワーズワスの詩蹟を訪ねて　高木市之助 東京書院, 1950、講談社学術文庫 1977
- ワーヅワス　加納秀夫 研究社出版, 1955 新英米文学評伝叢書
- ワーズワス 自然と愛の詩人　岡沢武 篠崎書林, 1962
- 長篇詩人ワーヅワス　村上至孝 創文社, 1966
- 若きワーヅワス 詩心の成長と遍歴　前川俊一 英宝社, 1967
- ワーズワース研究 詩魂の転変の跡を追って　原一郎 北星堂書店, 1970
- 凝視と夢想 ワーズワス論　岡三郎 国文社, 1971
- ワーズワスの詩の変遷 ユートピア喪失の過程　金田真澄 北星堂書店, 1972
- 文学評伝　サミュエル・テイラー・コウルリッジ 桂田利吉訳 法政大学出版局, 1976 りぶらりあ選書
- ワーズワス『序曲』の研究　栗山稔 風間書房, 1981.12
- ワーヅワス点描　添田透 大阪教育図書, 1985.4
- ワーズワス『序曲』論集　岡三郎編 国文社, 1988.6
- ドロシー・ワーズワスの日記 1798,1800 - 1803 メアリ・ムアマン編 藤井綏子訳 海鳥社, 1989.1
- 自然と幻想 ワーズワスの詩の世界　岩崎豊太郎 こびあん書房, 1992.6
- ヴィジョンの境界 ワーズワスの世界　ジョナサン・ワーズワス 鈴木瑠璃子訳 松柏社, 1992.9
- ワーズワスと『序曲』吉野昌昭編著 南雲堂, 1994.10
- ワーヅワスの研究 その女性像　森一 国書刊行会, 1995.1
- ワーズワスの「湖水案内」吉田正憲 近代文芸社, 1995.5
- ワーズワスの自然神秘思想　原田俊孝 南雲堂, 1997.1
- 自然詩人ウィリアム・ワーズワース 自然と神と人間の霊の交わり 奥田喜八郎 溪水社, 1999.11
- ワーズワス田園への招待　出口保夫 講談社+α新書, 2001.4
- 評伝ワーズワス　出口保夫　研究社, 2014
- ワーヅワス 霧に見え隠れする山々に似て　添田透 英宝社, 2004.6
- ワーズワスと妹ドロシー 「グラスミアの我が家」への道　山田豊 音羽書房鶴見書店, 2008.10
- ワーズワスと紀行文学　妹ドロシーと共に　山田豊 音羽書房鶴見書店, 2018.3
- ワーズワスと湖水地方案内の伝統　小田友弥 法政大学出版局, 2021.10